# 二次心肺蘇生法
二次心肺蘇生法（にじしんぱいそせいほう、英: Advanced Cardiovascular Life Support, ACLS）は、病院等の医療機関等においての救命救急における心肺蘇生法のこと。一般に二次救命処置とも呼ばれている。因みに一次救命処置はBLS, 小児の二次救命処置はPALS, 日本における新生児の蘇生法はNCPRと呼ばれている。
ACLS・BLS・PALSともAHA（アメリカ心臓協会）が認定しているコースを受講したものは、AHA-ACLS・AHA-BLS・AHA-PALSという非常に信頼性の高い資格とされている。これ以外にも各種団体が公認するACLS・BLSが存在する。

## ACLSのアルゴリズム
AHAガイドライン2020では①心停止のアルゴリズム（除細動適応である心室細動・無脈性心室頻拍のパスと除細動適応がない無脈性電気活動と心静止のパス）、②徐脈のアルゴリズム、③頻脈のアルゴリズム、④自己心拍再開などのアルゴリズムから構成されている。その中にはACSや脳卒中のアルゴリズムや全体をまとめている体系的アプローチアルゴリズムがある。

### ABCD
気道、呼吸、循環、除細動を行う。呼吸停止のみである場合は気道確保を行う。呼吸、脈ともに停止している場合は心肺蘇生を行う。心肺停止の原因は成人の場合は心室細動が最も多く治療効果も高いとされている。適切な救命処置がなされなかった場合は心室細動の蘇生率は17%程度であるが3分以内に除細動がされた場合は74%にもあがる。除細動は1分遅れるごとに7 - 10%も成功率が低下するとされている。通常は心臓マッサージ30回に対して人工呼吸を2回することが推奨されている。
小児や目撃者がいない心肺停止の場合は心室細動が原因でない可能性が高くなるが、心室細動が原因の心肺停止の場合は人工呼吸を省略し心臓マッサージのみでも高い救命率が示されている。胸壁が5 cm以上沈むくらい、速度は1分間に100回以上が目安とされている。
呼吸数は10 回/分（6秒に1回）とされている。過換気（過換気とはこの場合は回数が多いまたは量が多いことをさす）にならないようにする。

### 心室細動・無脈性心室頻拍アルゴリズム
心室細動、無脈性心室頻拍が認められた場合は除細動を行う。除細動器の同期の設定が入っていないことを確認し、二相性ならば120-200 Jで単相性ならば360 Jで除細動を行う。除細動後すぐにCPRを2分間、約5サイクル行う。その後再び波形確認を行い、除細動の適応があれば再度行う。除細動を2回行ってからは血管収縮薬も併用する。薬物投与中にCPRは中止しない。アドレナリン1.0 mg（ボスミン1 mg/mL）の静注または骨髄注を3 - 5分(2020ガイドラインでは間を取って4分という記述が入った)毎に行う。CPRを再び2分間、約5サイクル行ったら3回目の除細動の適応判定のための波形分析を行う。除細動後は抗不整脈薬を検討する。アミオダロン300 mg（アンカロン150 mg/3 mlなど）の静注または骨髄注を行うかリドカイン1-1.5 mg/Kg（キシロカイン静注用 100 mg/5 ml）の静注または骨髄注を行う。Torsades de pointesの場合はマグネシウムを1-2 g（マグネゾール2 g/20 mlまたはコンクライトMg1Aやアミサリン100 mg/1 ml TdPの他子癇、重症喘息でも用いる）などの静注または骨髄注を行う。以後はCPRを2分間、約5サイクル行ったら除細動、薬物療法（血管収縮薬と抗不整脈薬は交代で）を繰り返す。

### 無脈性電気活動アルゴリズム
PEAと心静止はアルゴリズム上は殆ど同じである。しかし、PEAの場合は心静止と異なり原因を特定できた場合は蘇生できる可能性が高くなる。CPRは行うが電気的除細動は行わない。PEAの場合は波形分析で除細動の適応なしとなる。適応なしとなったら血管収縮薬を併用したCPRを2分間、約5サイクル行う。アドレナリン1.0 mg（ボスミン1 mg/mlなど）の静注または骨髄注を3 - 5分毎に行う。初回または2回目のアドレナリン投与をバソプレシン40 U（ピトレシン 20 U/1 mlなど）の静注または骨髄注にしてもよいとされている。徐拍性PEAならばアトロピン1 mg（徐脈アルゴリズムでは0.5 mgだが）を3 - 5分毎に3回まで反復投与を行う。アトロピンの極量は0.04 mg/Kgまでである。その後再び波形分析を行う。
上記アルゴリズムと並行して6H6Tと言われる原因疾患の検索を行う。
| 6H               | 6T             |
| ---------------- | -------------- |
| 循環血液量減少   | 毒物           |
| 低酸素血症       | 心タンポナーデ |
| アシドーシス     | 緊張性気胸     |
| 高低カリウム血症 | 急性冠症候群   |
| 低血糖           | 肺塞栓症       |
| 低体温           | 外傷           |

PEAと心静止の大きな違いは心臓超音波検査で壁の運動が認められること、また心電図検査が原因の診断に役立つことがあることである。

### 心静止アルゴリズム
心静止は心電図が平坦の場合が多いがいくつかの亜型が知られている。P wave asystoleなどは1分間で6個（または10個）未満のQRS波形が認められるが心静止とされる。fine VFが2.5%程度認められるため可能ならば2誘導以上で確認する必要がある。またfine VFでは心臓超音波検査で壁の不規則な収縮が認められる。fine VFならば除細動の適応となる。
心静止ではCPRは行うが電気的除細動は行わない。心静止の場合は波形分析で除細動の適応なしとなる。適応なしとなったら血管収縮薬を併用したCPRを2分間、約5サイクル行う。アドレナリン1.0 mg（ボスミン1 mg/mlなど）の静注または骨髄注を3 - 5分毎に行う。初回または2回目のアドレナリン投与をバソプレシン40 U（ピトレシン 20 U/1 mlなど）の静注または骨髄注にしてもよいとされている。心静止ならばアトロピン1 mg（徐脈アルゴリズムでは0.5 mgだが）を3 - 5分毎に3回まで反復投与を行う。アトロピンの極量は0.04 mg/Kgまでである。その後再び波形分析を行う。
若年者、電解質異常、32度以下の低体温、薬物中毒では長時間心静止でも心拍再開の可能性がある。

### 徐脈アルゴリズム
症状が持続する徐脈の場合は場合はACLS徐脈アルゴリズムに基づいて治療がおこなわれる。ここでいう徐脈は心拍数が60回/分未満あるいは臨床状態からみて不十分な場合をいう。発熱や低血圧など脈が速くなるべき状態で脈拍数が上がらない場合は臨床上徐脈として扱う。全身状態を把握し、循環動態が保たれていれば経過観察、循環動態が保たれていなければ経皮的ペーシングの準備をする。モビッツⅡ型房室ブロックや3度房室ブロックの場合は速やかに経皮的ペーシングを行う。ペーシングを待つ間はアトロピン0.5 mgの静注を行う。最大量は3.0 mgまでである。ペーシングを待つ間、またはペーシングが無効な場合はアドレナリンまたはドパミンの持続静注を行い、経静脈ペーシングなど専門治療を考慮する。
虚血性心疾患に伴うブロックの場合アトロピンの使用は心筋虚血を悪化させるリスクや心室細動を誘発するリスクもある。そのため虚血性心疾患の除外は必要である。またアトロピンはヒス束より上位のブロックには有効であるがヒス束より下位のブロックには無効な場合が多い。特にMobizⅡ型房室ブロックやⅢ度房室ブロックではブロックが悪化することも稀にある。

### 頻脈アルゴリズム
症状が持続する頻脈の場合は場合はACLS頻脈アルゴリズムに基づいて治療がおこなわれる。まずはバイタルサインや全身状態から循環動態が保たれているか、保たれていないかを判断する。循環動態が保たれていなければ電気的除細動（カルジオバージョン）の使用を検討する。意識がある場合は鎮静薬を用いてでも電気的除細動を行うべきであり、決して遅らせたりはしない。循環動態が保たれていれば薬物療法を考慮する。薬物療法はnarrow QRSかwide QRSであるのか？あるいは規則的か非規則的かによって使用する薬物は異なる。すぐに治療を開始しなければならない時は徐脈によって意識障害、胸痛、ショック、心不全、痙攣、失神が起こっている時である。
特に重要な区別がnarrow QRSかwide QRSであるのかという点である。本来の刺激伝導系を伝導する場合は心室中隔から左室、右室へと均等に伝わるが心室性頻拍jの場合は左室または右室から伝導が始まるため偏りが生じ、伝導時間が長くなるためwide QRSになると考えられている。
上室性不整脈にはジギタリス、カルシウム拮抗薬などを用いることがあるが心室性不整脈ではリドカインなどが用いられることが多い。上室性不整脈薬は房室伝導を抑制するものが多いため、心室性不整脈の患者に上室性不整脈薬を投与すると悪影響を及ぼしショックや心肺停止になる可能性があるからである。そのため心電図にて上室性か心室性か不明な場合は心室性として扱う。
narrow QRSであれば上室性であり、心室性頻拍であればwide QRSであるがこの命題の逆は正しくない。上室性頻脈でwide QRSとなる不整脈としては早期興奮症候群（WPW症候群）や完全脚ブロック、心室内変行伝導、Ⅰa型抗不整脈薬使用中の場合に認められる。
カルシウム拮抗薬の投与を行う時は血圧が低めであったら、塩化カルシウム3 mlまたはグルコン酸カルシウム5 mlの投与を行っておくと血圧の低下を防げることもある。
上室性、心室性の両方に効果のある抗不整脈薬としてはアミオダロンやプロカインアミンなどが知られている。アデノシン（米国のADP 6 mgは日本のATP 10 mgに相当）やマグネシウム製剤が有効なこともある。